# Diego Ortiz
Diego Ortiz (asi 1510 – 1570) byl španělský hudební skladatel, hudebník a muzikolog působící v Itálii. Narodil se pravděpodobně v Toledu a zemřel v Neapoli.

## Život

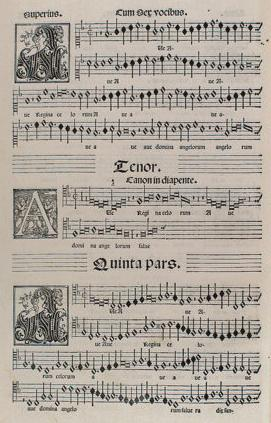
Stránka z Musices liber primus

Roku 1553 v Římě uveřejnil pojednání Trattado de glosas sobre cláusulas y otros generos de puntos en la musica de violones nuevamente puestos en luz (zkráceně Trattado de glosas) obsahující i sbírku skladeb pro violu da gamba a clavicembalo, které je dnes cenným zdrojem pro poznání tehdejší interpretační praxe. Roku 1565 v Benátkách sbírku 69 čtyřhlasých až sedmihlasých duchovních kompozic na chorální témata Musices liber primus hymnos, Magnificas, Salves, motecta, psalmos (zkráceně Musices liber primus).